# 용두역 (경성궤도)
용두역(龍頭驛)은 서울특별시 동대문구 용두동에 있던 경성궤도의 역이다. 성북천 동쪽에 위치하였다.

## 연혁
- 1932년 10월 11일: 동대문-왕십리 간 2.9 km 개통과 함께 영업 개시[1]
- 1966년 7월경[2]: 운행 중지